# Pjevajte nešto ljubavno (2007.)
Pjevajte nešto ljubavno, hrvatski dugometražni film iz 2007. godine.